# Лимуэйру-ду-Норти
Лимуэйру-ду-Норти (порт. Limoeiro do Norte)  —  муниципалитет в Бразилии, входит в штат Сеара. Составная часть мезорегиона Жагуариби. Входит в экономико-статистический  микрорегион Байшу-Жагуариби. Население составляет 55 474 человека на 2006 год. Занимает площадь 751,535 км². Плотность населения — 73,8 чел./км².

## История
Город основан в 1871 году.

## Статистика
- Валовой внутренний продукт на 2004 составляет 186.549.000,00 реалов (данные: Бразильский институт географии и статистики).
- Валовой внутренний продукт на душу населения на 2004 составляет 3.475,00 реалов (данные: Бразильский институт географии и статистики).
- Индекс развития человеческого потенциала на 2000 составляет 0,711 (данные: Программа развития ООН).

## География
Климат местности: полупустыня.